# Otto Ehrenfried Ehlers
Pour les articles homonymes, voir Ehlers.
Otto Ehrenfried Ehlers (né le 31 janvier 1855 à Hambourg ; mort assassiné le 3 octobre 1895 sur la Terre de l'Empereur-Guillaume en Nouvelle-Guinée allemande) est un explorateur allemand en Afrique de l'Est et en Nouvelle-Guinée et un écrivain.

## Biographie
Otto Ehlers est le fils d'un architecte hambourgeois. Il étudie auprès de Wichard Lange et l'on reconnaît tôt son talent lyrique et surtout satirique. Après son baccalauréat (Abitur en Allemagne), Ehlers s'installe comme propriétaire agricole au domaine de Heisch dans le Holstein. La mer Baltique toute proche l'inspire pour des poèmes qui chantent son amour pour la mer. Il étudie aussi le droit et l'agriculture à Heidelberg, Iéna, et Bonn. Il est membre des corporations d'étudiants Corps Vandalia Heidelberg (de) et Corps Franconia Jena (de).
Après avoir voyagé en Allemagne et en Autriche, Ehlers achète une exploitation agricole en province de Poméranie, qu'il vend bientôt pour acheter un château, le château de Seegenfelde, près de Schneidemühl en Prusse-Occidentale.
Otto Ehlers écrit à partir de 1883 dans le Zeitung für Hinterpommern (Journal de Poméranie intérieure) qui est édité à Stolp. Il achète encore une seconde propriété agricole en Poméranie, mais après que le manoir est détruit par un incendie, Ehlers confie l'administration de la propriété à un intendant et décide de partir en voyage. Il se met au service de la compagnie de l'Afrique orientale allemande en 1887 et fait une expédition à l'été 1888 sur le fleuve Rufiji et le fleuve Rovuma et fait l'ascension du Kilimandjaro en novembre suivant. Il retourne en mission à Berlin en 1889 et repart pour l'Afrique en juillet 1889. Il est à Zanzibar, puis rencontre Wissmann pendant la révolte des Arabes des côtes qui arrive du train nouvellement construit. Les deux explorateurs se rendent au Kilimandjaro en décembre et offrent des présents aux tribus locales de la part du Kaiser.
Ehlers est au nord des Indes en 1890 et prend part à une expédition vers Manipour, puis en 1891 au Cachemire et au Népal. Il descend vers la Birmanie, la péninsule sud-asiatique, le Tonkin et Hanoï, et arrive en Chine en 1892. Il traverse le Pacifique et les États-Unis pour rentrer en Allemagne en 1893. Il repart quelques mois plus pour les Indes orientales, remonte le Brahmapoutre, mais la situation est dangereuse et il doit revenir sur ses pas.
Il traverse les mers du Sud, s'arrête longuement aux iles Samoa, et gagne en 1895 la Terre de l'Empereur-Guillaume, partie principale de la Nouvelle-Guinée allemande. Son expédition est cependant mal préparée. Alors qu'il est en mission d'études, il est abattu dans le dos, le 13 octobre 1895, avec son compagnon de voyage Piering, et les deux corps disparaissent dans le fleuve. Leurs morts ne sont connues qu'au début de l'année 1897. Les recherches pour retrouver les assassins se termineront aussi tragiquement avec la mort du commissaire colonial von Hagen.

## Œuvres
Son œuvre n'est pas traduite en français.
- Komähren der Poesie, Brême, 1875, Norden, 1888 (récits)
- An indischen Fürstenhöfen, Berlin, 1894
- Im Sattel durch Indochina, Berlin, 1894
- Samoa, die Perle der Südsee: à jour gefaßt, 3e édition, 1896; dernière édition, Düsseldorf, 2008
- Im Osten Asiens, 4e édition, 1900

## Source
- (de) Cet article est partiellement ou en totalité issu de l’article de Wikipédia en allemand intitulé « Otto Ehrenfried Ehlers » (voir la liste des auteurs).